# Jacques Chardonne
Jacques Chardonne, cuyo nombre auténtico era Jacques Boutelleau, nacido en Barbezieux el 2 de enero de 1884 y fallecido en La Frette-sur-Seine el 29 de mayo de 1968, es un escritor francés.

## Biografía
Jacques Chardonne hace parte del Grupo de Barbezieux junto a Geneviève Fauconnier, Henri Fauconnier, Maurice Delamain, Jacques Delamain, Germaine Boutelleau, sin que ese grupo « geográfico » comparta las mismas ideas.
Colaboracionista durante la Segunda Guerra Mundial, considerado como un autor de extrema derecha, es junto a Paul Morand uno de los padres espirituales de « Los Húsares », grupo de escritores formado entre otros por Roger Nimier, Jacques Laurent, Antoine Blondin y Michel Déon.